# Julien Lehouck
Julien Lehouck, född 14 augusti 1896, död 25 februari 1944, var en friidrottare från Belgien. Han deltog vid olympiska sommarspelen 1920.